# Laserdisc
El Laserdisc o LD va ser el primer sistema d'emmagatzematge en disc òptic comercialitzat, i va ser usat principalment per a reproduir pel·lícules.
Es tracta d'n disc fet de plàstic durador, en ambdós costats del qual es troba gravat un llargmetratge. Les imatges d'aquest són llegides per un làser que les transmetrà a una pantalla de televisió i a un equip de so. Així doncs, estan formats per billons de diminutes cavitats, tan juntes, que refracten la llum, fent així visible la imatge.
Durant el seu desenvolupament, el format va ser conegut com a Sistema de vídeo disc òptic reflexiu fins que MCA (Music Corporation of America, ara se'l coneix com a Universal Music Group), propietari de la patent, el va rebatejar com a Disc-Vision el 1969. Les vendes de reproductors i discos Laserdisc van començar a la fi de 1978.
MCA posseïa els drets sobre el catàleg de pel·lícules més gran del món, i les van distribuir sota aquest format. Pioneer Electronics, gairebé en la mateixa data, va començar a fabricar reproductors i discos imprimibles sota el nom de Laser DiscoVision.
L'any 1981, LaserDisc va ser el nom que per fi es va quedar per a aquest format. MCA també va fabricar discos per a altres companyies de cinema a part d'Universal que havia estat la seva sòcia.
El format també ha estat conegut com a LV (LaserVision, marca registrada per Philips). De vegades, els seus reproductors també són referits com VDP (Video Disc Players).

## Història
La tecnologia Laserdisc utilitza un disc transparent que va ser inventada per David Paul Gregg en 1958 i patentada en 1961 i 1990. Abans de 1969 Philips havia desenvolupat un disc de vídeo de mode reflexiu, amb grans avantatges sobre el transparent.
D'aquesta manera Philips i MCA va decidir unir els seus esforços i coneixements. La primera demostració pública del videodisc va ser en 1972. Laserdisc aparegué al mercat a Atlanta, el 15 de desembre de 1978, dos anys després de la sortida al mercat del primer magnetoscopi de casset (VHS) i cinc anys abans de l'aparició del CD, basat en la tecnologia del Laserdisc.
La cooperació entre Philips i MCA no va tenir èxit, interrompent-se després d'uns anys. Llavors diversos científics, responsables de la investigació inicial (Richard Wilkinson, Ray Deakin i John Winslow) van fundar Optical Disc Corporation, la qual a dies d'ara, sota el nom d'ODC Nimbus, és la companyia líder mundial en discs òptics.
El primer títol Laserdisc comercialitzat als Estats Units va ser Tauró (Jaws) al 1978. Els dos últims van ser Sleppy Hollow i Bringing out the Death, el 2002, per Paramount. Al Japó, es van llençar una dotzena més de títols fins a finals de 2001. L' última pel·lícula de Hong Kong publicada en aquest format va ser Tokyo Raiders.
La primera aparició d'un Laserdisc reconeixible va ser a la pel·lícula Aeropuerto 77: el propietari de l'avió (James Stewart) felicita l'aniversari del seu net amb un Laserdisc de l'època.

### Recepció
El format no va ser molt ben rebut fora d'un grup de videófilos nord-americans, però va arribar a ser molt popular al Japó. En EE. UU., el cost dels reproductors i discos era més car que el de les cintes i reproductors de VHS. La diferència amb el Japó va ser l'estratègia de venda, molt similar a la utilitzada pels fabricants dels primers DVD: preus baixos per assegurar l'acceptació, donant lloc a una mínima diferència de preus entre les cintes VHS i els LD de gran qualitat.
El Laserdisc també va arribar a ser ràpidament el format dominant dins del col·lectiu japonès d'anime, ajudant així a la seva ràpida acceptació. També cal destacar la seva popularitat a Hong Kong, encara que els preus de LD al detall eren relativament alts, durant els noranta, abans de la introducció dels VCD i DVD
Aproximadament, a 1998, hi havia Laserdisc en aproximadament el 2% de les llars estatunidenques, unes dos milions en comparació amb els 85 del VHS. Al Japó, en 1999, hi havia reproductors en més de quatre milions de llars, un 10%.

### Deterioració del Laserdisc
Molts dels primers Laserdiscs no van ser fabricats apropiadament. De vegades s'arribava a utilitzar un adhesiu de qualitat ínfima per unir ambdues cares d'un disc. Aquest adhesiu contenia impureses que podien traspassar la capa que ho separava del substrat reflexiu i atacar-ho químicament, causant que s'oxidés i perdés les seves característiques reflexives. Aquest problema que va rebre el nom de "La putrefacció del Laserdisc" (o "LaserRot”) entre els entusiastes del LD. Cal esmentar, però, que els primers CD van sofrir problemes similars a principis dels noranta.
Per altra banda, el Laserdisc no permetia l'enregistrament en discos, mentre que els dispositius de cintes de vídeo amb els quals competia si ho podien fer. Juntament amb l'inconvenient de la grandària del disc i els alts preus nord-americans, el format va ser condemnat a desaparèixer.
Avui en dia, el Laserdisc ha estat totalment substituït pel DVD en el mercat, el seu èxit comercial va estar limitat, com hem dit, a causa de la seva incapacitat per a gravar imatge i so. Encara que el DVD manqui d'aquesta capacitat en la seva primera versió, la seva popularitat va ser major per una capacitat d'emmagatzematge superior, així com una major qualitat.
No obstant això, molts LDs encara són molt cobejats per entusiastes del cel·luloide. Això és, en gran part, perquè hi ha moltes pel·lícules que només estan disponibles en aquest format.

## Descripció física
Es semblant a un CD d'àudio però amb una mida d'un vinil. Els Laserdisc, dedicats a les pel·lícules, mesuraven 30 cm de diàmetre (12 polzades), formats per dos discs d'alumini d'una sola cara adherits amb cola. Recordem que el Laserdisc, al contrari que el CD o DVD de format digital, és en format analògic.
Ambdós formats posseeixen esquerdes i regions que formen l'estructura del disc. Sobre un CD o DVD aquestes marques signifiquen números binaris. En un Laserdisc, s'utilitza un modulació de freqüència, obtenint així una ona portadora que és codifica mitjançant modulació per amplada de polsos, creant les esquerdes i regions.
El diàmetre de 30 cm permetia 30 minuts per cada cara en format CAV (velocitat angular constant) o 60 minuts en format CLV (velocitat lineal constant). També hi havia Laserdisc de 18 cm, permeten 20 minuts per cada cara i utilitzats per això en vídeo.

## Àudio
L'àudio podia ser emmagatzemat en format analògic com digital i en qualsevol varietat dels formats de codificació d'àudio.
Els discs en NTSC podien portar dues pistes analògiques de so, junt a tres més d'àudio digital PCM descomprimit, amb qualitat CD (2 canals, 16 bits, freqüència de mostratge de 44,1 kHz per PAL i 44,056 kHz per a NTSC i una relació senyal-soroll de 96 dB).
Els discs PAL podien portar un parell de pistes de so, tan analògic com digital. Al Regne Unit, s'utilitza el terme LaserVision per a referir-se als discs amb àudio analògic i Laserdisc pels d'àudio digital.
Dolby Digital i DTS, habituals actualment en DVD, van estar primer disponibles en Laserdisc. Star Wars: Episodi I (1999), estrenada al Japó en format Laserdisc, és el primer llançament en vídeo en incloure Dolby Digital EX Surround 6.1. Emmagatzemaven Dolby Digital en forma de freqüència modulada, a una pista normalment utilitzada per l'àudio analògic. Per extreure el Dolby del disc, cal un reproductor equipat amb una sortida especial d'AC3 RF, un demodulador extern i un descodificador AC3.
Amb les pistes del so digital inserides, la qualitat del so era insuperable. No obstant, la de les pistes de so analògic variava depenent del disc i, de vegades, també del reproductor (els primers, més barats, tenien pobres seccions d'àudio analògic). Cal tenir en compte que els primers títols en Laserdisc no tenien opció de so digital.

## Reproductor
Els reproductors Laserdisc, fabricats a la fi dels anys 1980, tenien tant sortida composta (connectors RCA) com S-Video en el panell posterior. Quan el connector S-Video era utilitzat, el reproductor havia d'utilitzar el seu propi filtre de cresta intern, dissenyat per ajudar a reduir el soroll de les imatges, separant la luminància de la crominància, senyals transferides de forma independent en aquest tipus de connectors. A més, utilitzant les sortides compostes es forçava al reproductor al dependre del filtre de cresta del dispositiu de visualització. L'ús de connexió S-Video produïa, sovint, resultats superiors.
- Reproductor Combi. El primer model de reproductor Combi de DVD/LD i el primer reproductor Pioneer de DVD (DVL – 9) va sortir a la llum al Japó, el 1996. Encara que els reproductors Combi de DVD/LD oferien un rendiment competent dels LD, van perdre importància en comparació amb els reproductors LD més. L'últim reproductor de DVD/LD, el DVL-919, encara es ven en els EE.UU. No obstant això, no ha estat comercialitzat activament des de finals dels noranta. La part de DVD del DVL-919 és normal i corrent en comparació dels estàndards moderns, i no suporta l'escombratge progressiu (480p). Però, tot i així, és un producte competent. La part de LD, encara que també ho és, té menys qualitat que la dels primers reproductors de LD.
- Reproductors japonesos d'última generació. Els reproductors japonesos són considerats millors que els nord-americans, per les seves altes prestacions de qualitat i capacitat a l'hora de reproduir. Alguns models de reproductor són CLD-R7G, LD-S9, HLD-X9 i HLD-X0, tots ells fabricats per Pioneer amb tecnologia que mai va estar disponible en els reproductors nord-americans. Els tres primers comparteixen un avançat filtre de cresta, permetent-los tenir un gran avantatge en qualitat d'imatges sobre la resta de reproductors de LD gràcies a la utilització de la connexió S-Video. Aquest sistema de filtre és únic i, possiblement, el més fi utilitzat fins al moment per qualsevol aparell connectat a corrent altern; fins i tot avui dia, encara es pot trobar en televisors CRT de línia alta de Mitsubishi i Pioneer. En adició, el model HLD-X9 posseïa un làser infraroig accelerat que reduïa significativament l'ambigüitat i els nivells de soroll de les imatges en comparació amb els reproductors que portaven un làser infraroig tradicional. En porques paraules, el model HLD-X99 és capaç de reproduir Laserdiscs d'alta definició, anomenats discos MUSE o Hi-Vision al Japó. Fins i tot, el model HLD-X0 és ja considerat un reproductor MUSE. No obstant, el més popular és el X9 ja que incorporava el nou filtre de cresta i era capaç de reproduir per les dues cares dels discos sense canviar de costat del disc manualment.

## Formats
- Els discs CAV (velocitat angular constant) – o discs de reproducció estàndard- suportaven algunes característiques úniques com la congelació de la imatge, la càmera lenta y al reproducció inversa. Els discs CAV es feien girar a una velocitat rotacional constant de reproducció, llegint un fotograma per cada volta. D'aquesta manera, 54.000 fotogrames individuals (o 30 minuts de vídeo) podien ser emmagatzemats en una sola cara del disc. Altre atribut únic era reduir la visibilitat d'ambigüitats entre pistes adjacents. CAV va ser utilitzat amb menor freqüència que el CLV, reservat per a edicions especials de llargmetratges. Un dels avantatges d'aquest format era l'habilitat de referenciar cada fotograma d'una pel·lícula.
- Els discs CLV (velocitat lineal constant) – o discs de llarga duració- no tenien la característica “trick play” com els CAV, oferint només reproducció per aquells reproductors LaserDiscs que incloïen una memòria de fotogrames digital. Aquests reproductors afegien característiques no disponibles en els VCR com: reproducció endavant a velocitat variable, cap enrere y pausa. Podien emmagatzemar fins a 60 minuts de àudio/vídeo per cara, podent emmagatzemar pel·lícules menors de dos hores en un sol disc, abaratint costos.
- Els discs CAA (acceleració angular constant). A començament de la dècada de 1980, degut als problemes amb la distorsió ambigua sobre els Laserdics, CLV Pioneer va presentar el format CAA per a dics de llarga durada. L'accelerament angular constant és molt similar a la velocitat lineal constant excepte el fer de que CAA canvia la rotació angular del disc de forma controlada en lloc de disminuir la velocitat gradualment com quan un disc CLV és llegit. Amb l'excepció de 3M/Imation, tots els fabricants de Laserdisc adopten l'esquema de codificació de CAA.

## Comparació entre el LD i el VHS

### Avantatges
- Imatge més nítida. El LD contava amb una resolució horitzontal de 400 línies per NTSC i 440 línies per PAL, mentre que el VHS solament tenia 240 línies.
- Interpretació tant d'àudio analògic com de digital. El VHS només podia analògic.
- Emmagatzematge de pistes de so múltiples. D'aquesta manera, permetia que¡ comentaris del director i altres extres també anessin afegits a una pel·lícula, donant lloc a edicions especials que no eren possibles amb VHS.
- Accés simple. L'accés a disc era aleatori i basat en capítols, de la mateixa manera que el format DVD, és a dir un podia saltar a qualsevol punt dins d'un disc molt ràpidament (depenent del reproductor i del disc, en uns pocs segons). En comparació, VHS requeriria un tediós rebobinatge i una ràpida reproducció cap a davant per posicionar-se en un determinat punt.
- Preu. Els Laserdiscs eren més barats que les cintes de vídeo en quant a fabricació, perquè no tenien tapa de plàstic i les parts movibles que són necessàries perquè les cintes VHS puguin funcionar (una cinta VHS normalment té almenys 14 parts inclosa la pròpia cinta, mentre que un Laserdisc solament té una part, amb cinc o sis capes).
- Reproducció i cinta. Com que els discos es llegeixen òpticament en comptes de magnèticament, no és necessari cap contacte físic entre el reproductor i el disc, excepte l'abraçadora del reproductor que subjecta el disc al seu centre quan aquest gira per ser llegit. Com a resultat, la reproducció no afecta negativament a la informació emmagatzemada en els discos, i els Laserdiscs duraran, en teoria, més que les cintes VHS. A més, una cinta VHS manté totes les imatges i tota la informació d'àudio sobre la seva capa magnètica que frega directament amb els capçals, produint un desgast progressiu amb cada ús. També, la cinta és fina i delicada, i és més fàcil que algun mecanisme del reproductor (especialment els models de baixa qualitat) maltracti la cinta i pugui danyar-la fent-li ratlles o fins i tot espatllar-ho per complet.

### Desavantatges
- Mida. La grandària del disc era excessiu fins i tot per a l'època i el cost dels seus reproductors molt alt al moment de la seva comercialització

## Comparació del LD amb el DVD
Les diferències entre les tecnologies de LaserDisc i DVD han portat al fet que alguns videòfils prefereixin el LD. Els Laserdisc utilitzen solament vídeo analògic i porten, gairebé sempre, part de l'àudio en el mateix format. La "Perfecció del LD" s'aconsegueix molt poques vegades en la pràctica, només els millors LD presenten major qualitat en la comparació amb els DVD més nous. A més, en aquests casos, per a treure el major profit als LD, calen equips de reproducció molts cars.

### Avantatges
- Codificació i compressió del vídeo. Al LSD, el vídeo no és, simplement, codificat i comprimit digitalment. Tampoc experimenta problemes com macroblocking o bandes de contrast (línies visibles en àrees en arracada, com a cel o feixos de llum de focus) que poden ser causats pel procés de codificació en MPEG-2 quan el vídeo és preparat per a DVD. No obstant, la meticulosa afinació, fotograma a fotograma, en el procés de codificació juntament amb la tecnologia de rang de bit generalment empleada en el llançament de DVD, elimina el problema eficaçment. Per altra banda, una característica opcional de l'estàndard de compressió en MPEG-2 permet que a les més altes resolucions de color, s'elimini l'efecte visible de la ratlla de color sobre el fons de reproducció. Per aquests motius, alguns videófilos continuen argumentant que el Laserdisc manté una major quantitat d'imatges suaus, com si fos una pel·lícula de cinema, que el DVD, lleugerament més artificial.

### Desavantatges
- Naturalesa analògica. La majoria dels reproductors presenten un lleuger però perceptible parpelleig de vídeo de 25 o 30 Hz. La pols i les ratlles sobre la cara d'un disc poden causar alguns problemes que poden afectar la qualitat del vídeo i possiblement també, al tant per cent de disc reproduït correctament pel reproductor. Un mal calibratge del maquinari també pot tenir un paper important en la degradació de la qualitat del vídeo i del so, alhora que a l'exactitud de la reproducció. El format DVD, contràriament, no introdueix cap parpelleig si el reproductor realitza un escaneig progressiu sobre l'equip. A més la naturalesa digital del format i el sofisticat esquema de rectificació d'error fa que sigui possible la seva reproducció amb qualitat òptima, fins i tot amb pols i ratlles.
- Crosstalk. Els reproductors de Laserdisc sofrien un problema conegut com a crosstalk (ambigüitat) en els discos de llarga durada, en els LS CLV mal fabricats o en discos excessivament deformats. Aquest problema ocorria quan el làser òptic del reproductor llegia també la informació de la pista adjacent a la qual realment estava llegint. D'aquesta manera, la informació afegida donava lloc a una imatge distorsionada. Alguns reproductors eren millors compensant i/o evitant completament el crosstalk que uns altres, sempre que fos provocat pel disc i no pel reproductor. El problema només s'evita del tot en els Laserdisc CAB ja que la velocitat rotacional mai canvia.
- Laser Lock. Si el calibratge del reproductor està descompensat, o si el disc CAB és defectuós, podien aparéixer altres problemes respecte el rendiment, com el laser lock (bloqueig del Laserdisc). Aquest provoca que el reproductor llegeixi la mateixa pista i, per tant, els mateixos dos camps per a un fotograma una vegada i una altra, causant que la imatge es congeli com si estigués en pausa.
- Separació dels senyals. El Laserdisc és un format de vídeo compost: la lluminositat (informació de lluentor) i la informació cromàtica (informació de color) són transmeses en un senyal, i és responsabilitat del receptor separar-los. Tot i el correcte funcionament dels filtres de cresta (comb filter) aquests dos senyals no poden ser separats totalment. En un DVD, en canvi, els senyals són guardats per separat. Com a resultat s'obté la seva alta fidelitat, particularment en colors forts extrems o llocs amb molt detall, en especial si hi ha un moviment moderat en la imatge. No obstant això, això també és aplicable als detalls de baix contrast com els tons de pell, on els filtres de cresta, gairebé inevitablement, taquen el detall.
- Qualitat del reproducció. La qualitat de reproducció dels LD depenia totalment de la qualitat del reproductor, en consonància amb el format analògic).